# Kinel
Pour les articles homonymes, voir Kinel (homonymie).
Kinel (en russe : Кинель) est une ville de l'oblast de Samara, en Russie, et le centre administratif du raïon de Kinel. Sa population s'élevait à 35 321 habitants en 2017.

## Géographie
Kinel est située près de la rivière Bolchoï Kinel, à son point de confluence avec la Samara, à 27 km à l'est de Samara et à 885 km à l'est-sud-est de Moscou.
Elle comprend, entre autres, le village d'Alakaevka, dans lequel vécue la famille de Vladimir Ilitch Lénine.

## Histoire
Kinel est fondée en 1837. En 1877, pendant la construction du chemin de fer Samara – Orenbourg, la gare de Kinel est construite à proximité. Kinel devient un carrefour ferroviaire en 1888. Elle a le statut de ville depuis 1944.

## Population
Recensements (*) ou estimations de la population
| 1897* | 1926* | 1939*  | 1959*  | 1970*  | 1979*  | 1989*  |
| ----- | ----- | ------ | ------ | ------ | ------ | ------ |
| 1 700 | 5 214 | 17 034 | 32 447 | 39 373 | 42 051 | 33 412 |

| 2002*  | 2010*  | 2013   | 2014   | 2015   | 2016   | 2017   |
| ------ | ------ | ------ | ------ | ------ | ------ | ------ |
| 34 385 | 34 491 | 33 988 | 34 251 | 34 690 | 34 940 | 35 321 |